# Politisches Lied

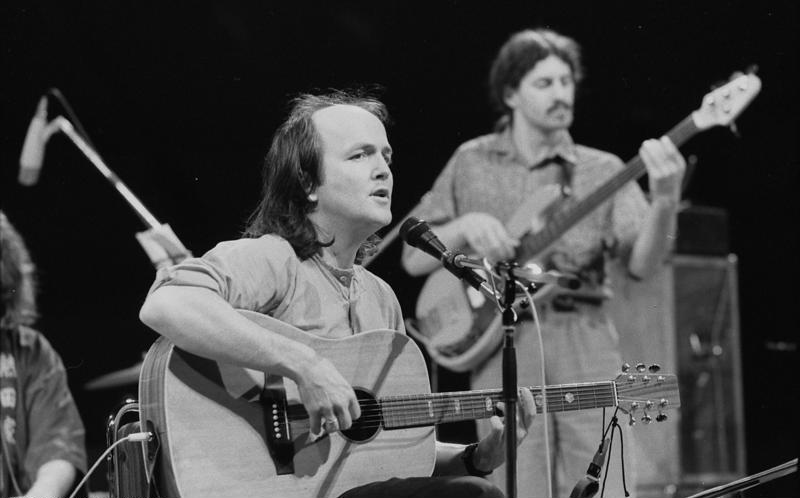
Festival des politischen Liedes 1988 im Palast der Republik in Ost-Berlin, vorn Gerhard Schöne

Ein politisches Lied ist ein Gesangsstück mit einer gesellschaftlich-politischen Tendenz oder Botschaft. Es kann Menschen durch Zuhören und Mitsingen einerseits Zusammengehörigkeit vermitteln bzw. als Identifikationsfaktor wirken und andererseits zur Reflexion und Veränderung gesellschaftlicher Zustände anregen. Es kann aber auch Vorurteile verstärken, Gewalt verherrlichen, zur Gewaltanwendung aufrufen oder etwa zu Rassenhass anstacheln.

## Zitat
- Ein garstig Lied! Pfui! ein politisch Lied! (Goethe, Faust I, Szene in Auerbachs Keller). Reaktion eines der Zecher auf den Versuch eines anderen, ein Spottlied auf das in Auflösung begriffene Heilige Römische Reich zu singen („… das liebe heil’ge Röm'sche Reich, wie hält’s nur noch zusammen?“)
- August Heinrich Hoffmann von Fallersleben schrieb 1842 in Anlehnung an Goethe ein Gedicht, das mit folgenden Zeilen beginnt: Ein politisch Lied, ein garstig Lied.

## Beispiele
Folgende Aspekte politischen Liedguts lassen sich unterscheiden: das (national oder sozial gefärbte) Kampf- und Freiheitslied, das Siegeszuversicht und ein Wir-Gefühl vermitteln soll; die häufig religiös geprägte Hymne, der Trauergesang um die eigenen „Märtyrer“ und das mehr oder weniger offen gegen Missstände auftretende Protestlied. Häufig sind mehrere Aspekte verwirklicht; so leitet etwa die Klage um die Opfer über zum Ruf nach Rache.
Beispiele für Bauernlieder:
- Lied vom hellen Bauernhaufen – um 1525 im Bauernkrieg entstanden.
- Wir sind des Geyers schwarzer Haufen – romantisch historisierende Imitation. Lied der bündischen Jugendbewegung, Text angeblich von 1885, Melodie vermutlich Fritz Sotke.

Beispiele für nationalistische Lieder:
- Des Deutschen Vaterland
- Die Wacht am Rhein
- Das Deutschlandlied

Beispiele für Arbeiterlieder:
- Die Internationale – eine politische Hymne, beklagt soziale Missstände und ruft zum Widerstand und zu Solidarität auf.
- Brüder, zur Sonne, zur Freiheit.
- Das Arbeiterbundeslied – im Auftrag von Lasalle 1863 entstanden mit dem berühmten Vers: „Mann der Arbeit, aufgewacht! Und erkenne deine Macht! Alle Räder stehen still, wenn dein starker Arm es will!“
- Die Arbeiter von Wien.
- Unsterbliche Opfer – ein Trauerlied.

Beispiele für antimilitaristische Lieder (Antikriegslieder):
- O, König von Preußen (mit den Zeilen „… wie sind wir deines Dienstes so überdrüssig satt …“ und „… ihr Herren nehmt’s nicht wunder, wenn einer desertieret …“) – Entstehungsjahr unbekannt; geschätzt 1750, um 1800, 1815, Verfasser unbekannt.
- Universal Soldier – entstanden zur Zeit des Vietnamkriegs 1964. Verfasst und gesungen von Buffy Sainte-Marie, später auch von Donovan, 1965. Als deutsche Fassung Der ewige Soldat gesungen u. a. von Juliane Werding.
- Le déserteur (Monsieur le Président) – 1954 während des Algerienkriegs entstanden; 1955 in Frankreich verboten. Autor: Boris Vian. Deutsche Fassungen von Gerd Semmer, Leo Kowald und Wolf Biermann.
- Soldat, Soldat, in grauer Norm – Text und Musik: Wolf Biermann, 1968.
- I Don’t Believe in If Anymore von Roger Whittaker, 1970
- No Man’s Land von Eric Bogle, 1976; deutsche Fassung: Es ist an der Zeit (Hannes Wader, 1974).
- Für Führer, Volk und Vaterland – Text und Musik: Dominik Plangger, Claudia Fenzl, 2024, auf dem Album Limes

Beispiele für Revolutionslieder:
- Trotz alledem – zur Revolution 1848.
- Cancion del Poder Popular – programmatisches Lied der in der Poder Popular zusammengeschlossenen chilenischen Parteien, entstanden 1970.
- Grândola, Vila Morena – mit dem Abspielen dieses Liedes, gedichtet und komponiert von José Afonso, im katholischen Rádio Renascença wurde am  25. April 1974 die Nelkenrevolution in Portugal ausgelöst.

Widerstandslieder:
- Die Gedanken sind frei – frühe Einforderung eines der fundamentalen Menschenrechte.
- Die Moorsoldaten – entstanden im Konzentrationslager Börgermoor.
- A las barricadas – aus dem Spanischen Bürgerkrieg.
- Bella Ciao – italienisches Partisanenlied.
- El pueblo unido – Chile.
- Ermutigung – Wolf Biermann, DDR.
- Ein befreiendes Lied – (Befreiungstheologie) Text: Diethard Zils, Musik: Ludger Stühlmeyer, 1992.

Beispiele für Spottlieder:
- La Caramagnole – Lied (und Tanz), feiert den Sieg der französischen Revolution 1792.
- Wem ham se de Krone jeklaut – der (erzwungene) Rücktritt Kaiser Wilhelms II. am 9. November 1918 wurde besonders in Berlin besungen.

Hymnen der afroamerikanischen Bürgerrechtsbewegung:
- We Shall Overcome.
- We Shall Not Be Moved.

Neue Linke nach 1968:
- Kürbiskern Songbuch, Hg. von Manfred Vosz, Damnitz Verlag, München 1968
- Die proletarische Ballade wie bei vielen Stücken der Proletenpassion der österreichischen Band Schmetterlinge.
- Der Protestsong, vorwiegend im Zuge der so genannten 68er-Bewegung entstanden, übt Kritik, eröffnet neue gesellschaftliche Utopien oder manifestiert sunkulturell kollektiv empfundene Zustände (Pete Seeger).
- Die Hippiemusik lässt sich eigentlich als programmatische Absage an Politik verstehen (San Francisco (Be Sure to Wear Flowers in Your Hair)).
- Mit der Punkmusik formuliert sich in der Regel ein politischer Widerstand, der auch auf musikalischer Ebene die als Herrschaft verstandenen Regeln des Musikmachens (Akkorde, Melodien) angreift (vergleiche zum Beispiel The Ex, siehe auch Für immer Punk, Get Up, Stand Up, Enough Is Enough).

Beispiele für Anti-AKW-Lieder, die etwa bei Ostermärschen gesungen wurden:
- Geh mit uns – Text aus dem Englischen, Musik: By an’ By.
- Strontium 90 – Text und Musik: Fred Dallas.
- Unser Marsch ist eine gute Sache – Text und Musik: Hannes Stütz.
- Wendlandlied – mehrere Versionen.
- Wehrt euch, leistet Widerstand – Kanon, Verfasser unbekannt, Musik: nach Hejo, spann den Wagen an.
- Lied vom Lebensvogel (Gorlebenlied) – Text und Musik: Walter Mossmann.

Beispiele für feministische Lieder:
- Unter dem Pflaster liegt der Strand – Text und Musik: Schneewittchen.
- Break the Chain – Lied der weltweiten Bewegung One Billion Rising, Text: Tena Clark, Musik: Tena Clark, Tim Heintz.
- Frauen gemeinsam sind stark (in der Werbung Puppen …) – Lied der deutschen Frauenbewegung (um 1975), Text: Frauenzentrum Frankfurt am Main, Musik: Lotta Continua.
- Frauen kommen langsam, aber gewaltig – Text und Musik: Ina Deter.

Im politischen Kampf oder Bewegungen entstandene Lieder begleiten Menschen bei ihren Versuchen, sich gegen Unterdrückung zu wehren bzw. eine Gesellschaftsveränderung herbeizuführen. Oft werden dabei schon existierende, eingängige Melodien mit neuem Text versehen, die Urheber dieser Lieder sind nicht immer nicht bekannt, die Formulierungen im Fall massiver Repression metaphorisch und mehrdeutig.
Nationale Kampf- und Befreiungslieder entstanden zum Beispiel im Zusammenhang mit dem Kampf gegen Napoleon und dem nationalen Einigungsprozess in Deutschland, mit den irischen Aufständen etwa 1919 (The Foggy Dew) zum Thema des „Easter Rising“ von 1916 oder im Zusammenhang mit der katalanisch-nationalen Liedbewegung gegen die Franco-Diktatur (zum Beispiel L’Estaca von Lluís Llach). In die Kategorie des politischen Lieds fallen auch die (besonders in den USA gebräuchlichen) Wahlkampfschlager, die Marschier- und Kampflieder der politischen Rechten und Linken der deutschen Zwischenkriegszeit und die Propagandalieder der Diktaturen (etwa Stalin, Freund, Genosse) als Beispiel musikalischen Personenkults. Vor allem Kampflieder tendieren nicht selten zur massiven Abwertung des Gegners und zur Mobilisierung von Hassgefühlen.